# Sido
Sido, właśc. Paul Würdig (ur. 30 listopada 1980 w Berlinie) – niemiecki raper i twórca muzyki hip-hop w Niemczech.
Rozwinięciem pseudonimu Sido jest Super Intelligentes Drogen Opfer (Super Inteligentna Ofiara Narkotyków).

## Życiorys
Treść tej sekcji od 2010-08 może nie być zgodna z zasadami neutralnego punktu widzenia.
Dokładniejsze informacje o tym, co należy poprawić, być może znajdują się w dyskusji tej sekcji.
 Po wyeliminowaniu niedoskonałości należy usunąć szablon {{Dopracować}} z tej sekcji.
Sido karierę muzyczną rozpoczął w 1997 r. Wspólnie z raperem B-Tightem założył podziemny berliński skład Royal TS (Royal – od nazwy wytwórni wydającej, czyli Royal Bunker a TS – od skrótów Tight/Sido). Jednak współpraca z wytwórnią z powodu konfliktów została przerwana. Sido i B-Tight postanowili założyć nowy skład, a jego nazwa brzmiała Die Sekte. Wkrótce zmieniono nazwę na A.I.D.S, a na pierwszej płycie wydanej już przez Aggro Berlin zaczęli się pojawiać goście z West Berlin, czyli Mesut, Tony D., Mok, Fuhrmann, Bendt i DJ Werd. Niedługo później raperzy połączyli siły i powstały takie undergroundowe składy jak Sektenmuzik czy AK (Außer Kontrolle).
Solowa kariera Sido zaczęła się w 2003 r. wraz z wydaniem singli "Weihnachtssong" oraz "Arschficksong". Prawdziwym sukcesem okazał się wydany w kwietniu 2004 r. solowy album Sido pt. "Maske". Dzięki singlom "Mein Block" i "Fuffies im Club" album zagościł na liście Top Ten najlepiej sprzedających się płyt. "Mein Block", dzięki swojej popularności, zaczął być także parodiowany. Diss na Sido na podkładzie z "Mein Block" zrobił Eko Fresh, a 16-letni MC Jeremy zrobił swój "Mein Dorf" (Moja Wieś). Utwór ten Sido określił jako żartobliwy. Do "Mein Block" nawiązał również raper z Frankfurtu, Azad, który wydał utwór pod tym samym tytułem. Ostatnim singlem z albumu "Maske" jest piosenka pt. "Mama ist stolz". W zmienionej wersji tego utworu Sido zajął 3. miejsce na festiwalu Bundesvision Song Contest, gdzie raper reprezentował Berlin. Dodatkowo w roku 2004 Sido otrzymał statuetkę Comet 2004 za debiut roku, gdzie pokonał m.in. Eko Fresha.
Cechą charakterystyczną Sido stała się maska. Jednak nie tylko ona stała się źródłem spekulacji. Dotyczą one nazwiska oraz daty urodzenia rapera. Z GEMA wiadomo, że Sido nazywa się naprawdę Paul Würdig, a nie jak podano w Internecie Sigmunt Gold.
Jego największym skandalem była bójka z Azadem na MTV Hip-hop Open 2004. W październiku 2005 wraz z Harrisem pod szyldem Deine Lieblings Rapper wydał płytę pt. "Dein Lieblingsalbum". W 2006r., wraz z Tai Jasonem użyczył swego głosu na singlu "Sureshot" niemieckiego DJ-a Tomcrafta. Sido związany jest z wrocławską grupą K.A.S.T.A., bowiem w bloku w Berlinie obok niego mieszkał Marcin Kowalski "Balon", który pochodził z Sobótki obok Wrocławia i znał Wall-Ego i Donguralesko, po czym zapoznał wykonawców ze sobą, co poskutkowało obustronną przyjaźnią. Sido występuje gościnnie na płycie Drewnianej małpy rock polskiego rapera, o ksywie Donguralesko. 1 grudnia 2006 r. Sido wydał swój drugi solowy album pt. "Ich", który jest bardziej dopracowany i zawiera bardziej osobiste nagrania niż poprzednia płyta. Tego samego dnia wydał również singel "Weihnachtssong", który zawiera oryginalne nagranie, które znajduje się także na Aggro Ansage nr 3, remix tego utworu w którym można usłyszeć G-Hota, Tonego-D i Kitty Kat oraz teledysk. W 2007 r. Sido wydał płytę pt. "Eine Hand wäscht die Andere", a w 2008 "Ich und meine Maske". Po wieloletnim Beef'ie z Bushido, obaj podali sobie ręce. 14 października 2011 wydali wspólny album zatytułowany '23'.

## Dyskografia

### Albumy solowe
- 2004: Maske (zakazana / złota płyta)
- 2005: MaskeX (reedycja zakazanej płyty)
- 2006: Ich (złota płyta)
- 2007: Eine Hand wäscht die Andere
- 2008: Ich und meine Maske
- 2009: Aggro Berlin
- 2010: MTV Unplugged Live aus'm MV
- 2011: Blutzbrüdaz – die Mukke zum Film
- 2012: #Beste
- 2013: 30-11-80
- 2015: VI
- 2016: Das goldene Album
- 2019: Ich & keine Maske
- 2022: Paul

### Albumy z Aggro
| Rok  | Wykonawca    | Tytuł              | Stan     | Status |
| ---- | ------------ | ------------------ | -------- | ------ |
| 2002 | Aggro Berlin | Aggro Ansage Nr.1  |          |        |
| 2002 | Aggro Berlin | Aggro Ansage Nr.2  | nielegal |        |
| 2003 | Aggro Berlin | Aggro Ansage Nr.3  | nielegal |        |
| 2004 | Aggro Berlin | Aggro Ansage Nr.4  | nielegal | Złota  |
| 2005 | Aggro Berlin | Aggro Ansage Nr.5  | nielegal | Złota  |
| 2006 | Aggro Berlin | Aggro Ansage Nr.2X |          |        |
| 2006 | Aggro Berlin | Aggro Ansage Nr.3X |          |        |
| 2006 | Aggro Berlin | Aggro Ansage Nr.4X |          |        |

### DVD
- 2007: Ich DVD

### Deine Lieblings Rapper
- 2005: Dein Lieblingsalbum (Deine Lieblings Rapper)

### 23
- 2011: 23 (Sido & Bushido)

### Albumy z Kool Savas
- 2017: Royal Bunker (Sido & Kool Savas)
- 2018: Wasch den Thron (Sido & Kool Savas)

### Single
- 2003: Weihnachtssong
- 2004: Mein Block
- 2004: Arschficksong
- 2004: Fuffies im Club
- 2005: Mama ist stolz
- 2005: Steh wieder auf (Deine Lieblings Rapper)
- 2006: Wahlkampf (Sido & G-Hot)
- 2006: Straßenjunge
- 2006: Weihnachtssong 2006
- 2007: Ein Teil von mir
- 2007: Schlechtes Vorbild
- 2007: Wir reissen den Club ab (Hecklah & Coch feat. Sido)
- 2007: Kettenreaktion (Spezializtz feat. Sido)
- 2007: Weihnachtssong 2007
- 2008: Augen auf
- 2008: Halt dein Maul
- 2008: Carmen
- 2008: Herz
- 2008: Weihnachtssong 2008
- 2009: Nein! (Sido feat. Doreen)
- 2009: Beweg dein Arsch (Sido’s Hands on Scooter feat. Tony D & Kitty Kat)
- 2009: Das System (die kleinen Dinge) (K.I.Z. feat. Sido)
- 2009: Hey Du
- 2009: 10 Jahre
- 2009: Geburtstag
- 2010: Sie bleibt
- 2010: Der Himmel soll warten (Sido ft. Adel Tawil)
- 2010: Da Da Da (Sido feat. Stephan Remmler)
- 2011: Geboren um frei zu sein (Sido feat. Rio Reiser)
- 2012: Endstation (Live)
- 2012: Bilder im Kopf
- 2013: Hier bin ich wieder
- 2013: Einer dieser Steine (Sido feat. Mark Forster)
- 2013: Arbeit
- 2013: Liebe
- 2013: Maskerade
- 2013: Fühl dich frei
- 2014: Au revoir (Mark Forster feat. Sido)
- 2014: Ghettp Reloaded (Eko Fresh feat. Sido)
- 2015: Ackan
- 2015: Löwenzahn
- 2015: Astronaut (Sido feat. Andreas Bourani)
- 2015: Gürtel am Arm
- 2015: Zuhause ist die Welt noch Ordung (Sido feat. Adel Tawil)
- 2015: Vom Frust der Reichen
- 2015: Zu wahr
- 2015: Für ewig
- 2015: Wiese vor dem Reichstag
- 2016: Hamdullah
- 2016: Ganz unter (Sido feat. Hanybal)
- 2016: Papa ist da
- 2016: Triumph (Kool Savas feat. Sido, Azad & Adesse)
- 2016: Ja man (Sido feat. Estikay)
- 2016: Masafaka (Sido feat. Kool Savas)
- 2017: Blau (Amanda feat. Sido)
- 2017: 110 (Ufo361 feat. Sido)
- 2017: Royal Bunker (Sido mit Kool Savas)
- 2017: Normale Leute (Sido mit Kool Savas feat. Marteria)
- 2017: Neue Welt (Sido mit Kool Savas feat. Lakmann)
- 2017: Haste nicht gesehen (Sido mit Kool Savas)
- 2017: Jedes Wort ist Gold wert (Sido mit Kool Savas)
- 2017: Unterschied (Sido mit Kool Savas)
- 2017: Wenn ich oben ich (Sido mit Kool Savas)
- 2017: Hall of Fame (Sido mit Kool Savas)
- 2017: Freund/Feind (Sido mit Kool Savas)
- 2018: Yallah Habibi (DJ Antoine feat. Sido & Moe Phoenix)
- 2018: Tausend Tattoos
- 2018: 4 Uhr Nachts (Sido feat. Haftbefehl & Kool Savas)
- 2019: Wie Papa
- 2019: Das Buch
- 2019: Melatonin
- 2019: Energie (Sido feat. Luciano)
- 2019: Leben vor dem Tod (Sido feat. Monchi)
- 2019: High (Sido mit Kool Savas & Samra)
- 2019: Pyramiden (Sido mit Johannes Oerding)
- 2019: 2002 (Sido mit Apache 207)

### A.I.D.S.
- 1998: Wissen Flow Talent (Royal TS)
- 1999: Sintflows (Die Sekte)
- 2000: Back in Dissniss (Royal TS)
- 2001: Das Mic und Ich (A.i.d.S. Alles ist die Sekte)
- 2002: Album Nr. 3 (Royal TS)
- 2003: Garnich so Schlimm (A.i.d.S.)
- 2009: (Wydane: 06.11) Die Sekte